# Bouzy
Bouzy település Franciaországban, Marne megyében. Lakosainak száma 833 fő (2022. január 1.). Bouzy Ambonnay, Val-de-Livre és Tours-sur-Marne községekkel határos.

## Népesség
A település népességének változása:
| Lakosok száma | 927  | 1009 | 967  | 960  | 938  | 940  | 921  | 867  | 853  | 833  |
|               | 1968 | 1982 | 1990 | 2006 | 2013 | 2015 | 2017 | 2019 | 2020 | 2022 |